# Dorcas Idowu
Pour les articles homonymes, voir Idowu.
Dorcas Ewokolo Idowu, née le 27 août 1903 est une femme politique camerounaise. Elle est la première femme à siéger à la Chambre d'Assemblée du Cameroun méridional, et la première femme parlementaire de l'actuel Cameroun.

## Biographie

### Enfance, formation et débuts
Dorcas Idowu, née le 27 août 1903, est la fille de Joseph Lifanjo Ekema.

### Carrière

#### Enseignante
Elle travaille comme enseignante à l'école gouvernementale de Buea,.

#### Politique
Membre du Congrès national du Kamerun, elle est nommée à la Chambre d'assemblée du Cameroun méridional en juillet 1955 en tant que membre représentant les intérêts des femmes, devenant la première femme parlementaire au Cameroun. Elle reste membre jusqu'en 1959.

### Vie privée
Elle est l'épouse de Thomas Faguma Idowu.